# デ・ハビランド DH.89 ドラゴン・ラピード

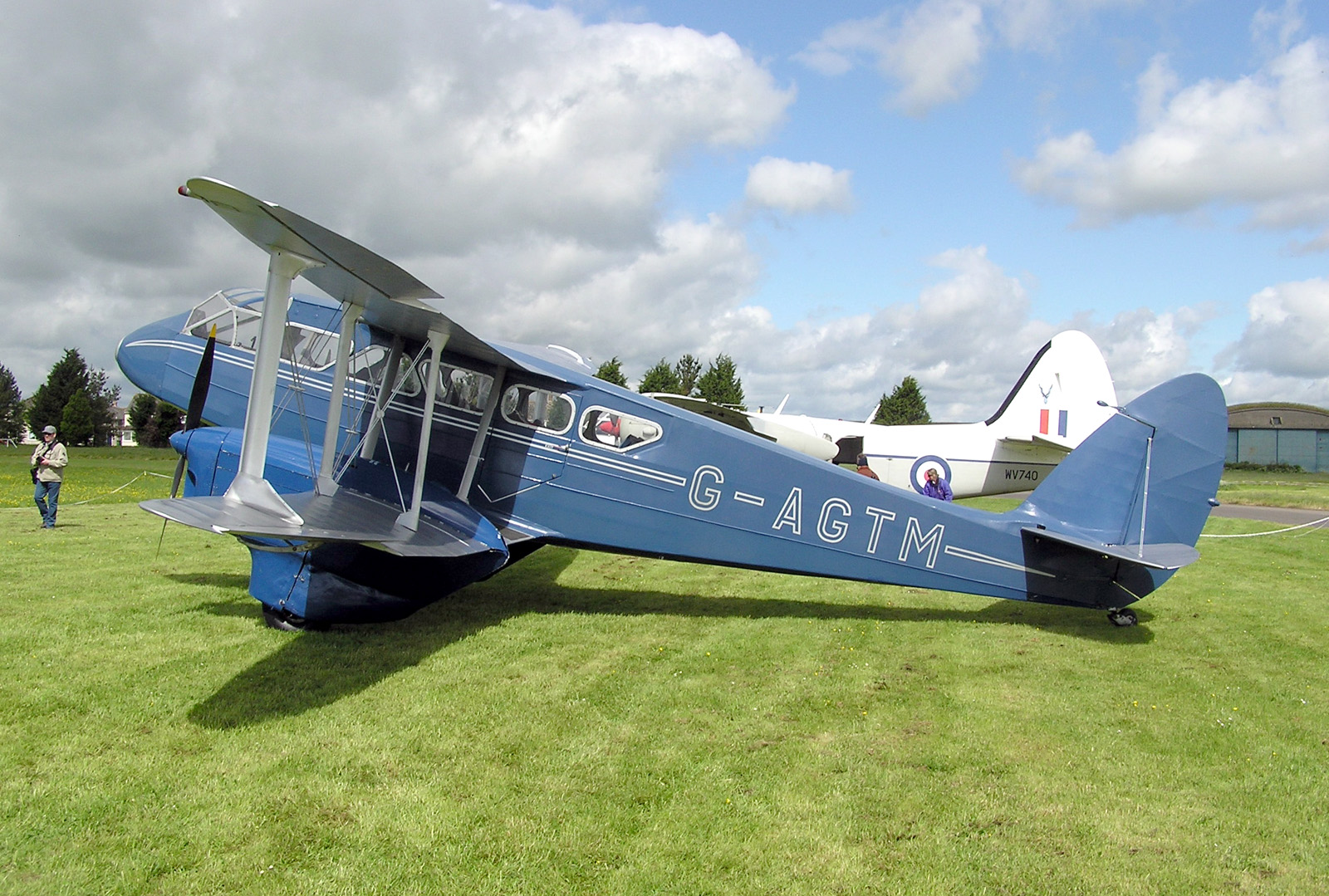
1944年に製造されたドラゴン・ラピード.89A Mk6

デ・ハビランド DH.89 ドラゴン・ラピード（de Havilland DH.89 Dragon Rapide）とは、イギリスの航空機メーカーであったデ・ハビランドが1930年代に開発した双発輸送機である。ドラゴン・ラピードは主に近距離旅客機として運用され、第二次世界大戦中は軍事用として運用された。またイギリスで1930年代に開発されたほかの航空機よりも操縦性に優れていたため、最も商業的成功を収めた機体であった。

## 概略

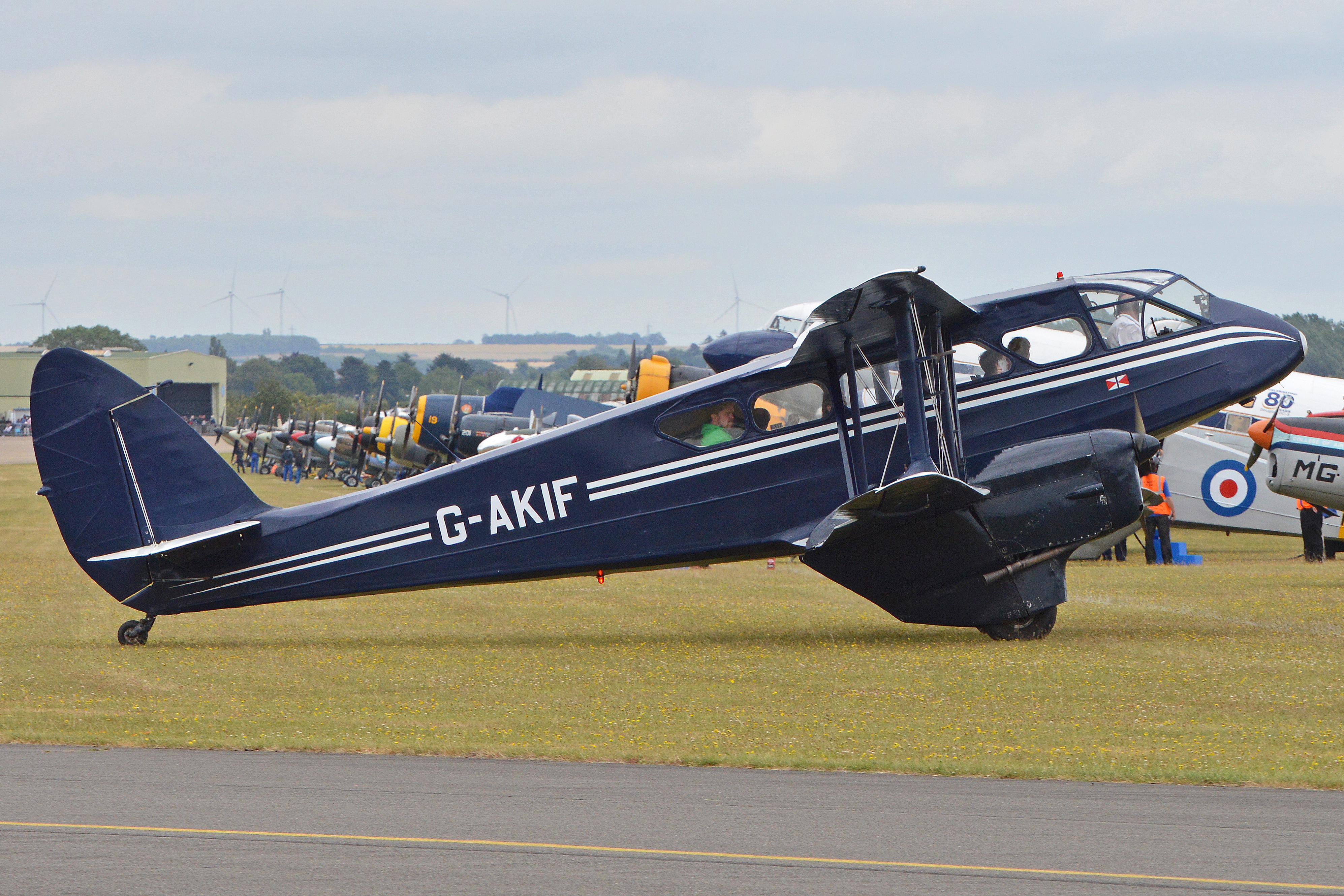
刑事フォイル第8シリーズ第3話（2015年放送）の撮影で使われたG-AKIF

ドラゴン・ラピードが初飛行したのは1934年4月17日であった。同社のドラゴンシリーズとして開発されたが、機体構造はベニヤ板使用の木製で、複葉翼は羽布張り、脚スパッツとエンジンカバーが一体になったナセルという特徴があった。エンジンにはデ・ハビランド・ジプシー・シックス（軍用型はデ・ハビランド ジプシー・クイーン）が採用された。
第二次世界大戦までに205機が生産され、旅客機として運用されたほか、戦中にはイギリス空軍に航法訓練機”デハヴィランド・ドミニ”として採用され、500機以上が生産された。シリーズ全体では731機が生産された。
ドラゴン・ラピードは木製でありながら、非常に耐久性のある航空機であり、戦後も旅客機として活躍しており、1958年にイギリス国内で81機が登録され活躍していた。その後商業路線から引退した。
2000年代もイギリスとニュージーランドに個人所有の飛行可能な機体が存在しており、第二次大戦前後を舞台とした作品の撮影などでも使用されている。

## 派生型
D.H.89 Dragon Sixプロトタイプ
D.H.89双子エンジンを搭載した初期生産型
D.H.89Aウイングチップと機内暖房を改良したタイプ
D.H.89A Mk 4ジプシークインエンジン2基を搭載したタイプ
D.H.89A Mk 5ジプシークインエンジン3基を搭載したタイプ
D.H.89A Mk 6フェアリーX5固定ピッチプロペラを搭載
D.H.89Mリトアニアとスペインに輸出された軍用輸送機
D.H. 89B Dominie Mk I航法訓練機
D.H. 89 B Dominie Mk II輸送機及び連絡機

## 運用

### 民間
オーストラリア
 カナダ
 フィンランド
 アイルランド
 インド
 マレーシア
 オランダ
 ニュージーランド
 イギリス
 イギリス委任統治領パレスチナ
パレスチナ・エアウェイズ
アヴィロン - 民間会社であるが、実質的にはユダヤ人武装組織ハガナーの航空訓練学校として活動。

### 軍用
オーストラリア
 フィンランド
 ドイツ（鹵獲機）
 イラン
 イラク
 イスラエル
 リトアニア
 ニュージーランド
 南アフリカ連邦
 スペイン
 イギリス
 アメリカ合衆国

## 機体性能
- 乗員=1
- 乗客=8（最大）
- 全長=10.5 m
- 全幅=14.6 m
- 高さ=3.1 m
- 翼面積=32 m²
- 空虚重量=1,460 kg
- 全備重量=2,490 kg
- エンジン=デ・ハビランド ジプシー・クイーン200 hp（150 kW）初期型 ×2
- 最大速度=253 km/h
- 航続距離=920 km
- 最大上昇限界高度=5,090 m